# Timing Advance
Timing Advance (TA) ist ein Wert, der im GSM- und LTE-Mobilfunkstandard zur Synchronisation zwischen Uplink und Downlink verwendet wird. Der Wert gibt den Zeitversatz an, um den eine Mobilstation früher senden muss, damit unter Berücksichtigung der Signallaufzeit zwischen Mobilstation und Basisstation das Signal im richtigen Zeitschlitz an der Basisstation ankommt und sich nicht mit anderen Signalen überschneidet.

## Timing Advance im GSM-Mobilfunknetz

Timing Advance – Verschiebung des Sendezeitpunkts an der Mobilstation um die doppelte Signallaufzeit für den zeitlich richtigen Empfang an der Basisstation

Der GSM-Standard benutzt sowohl ein Frequenzmultiplex- (FDMA) wie auch ein Zeitmultiplexverfahren (TDMA). Dabei wird jeder Frequenzkanal noch zusätzlich in acht Zeitschlitze aufgeteilt, um mit einer Frequenz mehrere Nutzer bedienen zu können. Dabei wird einem Nutzer ein bestimmter Zeitschlitz in dem TDMA-Frame zugeteilt, so dass er mit der Wiederholung des TDMA-Frames alle 4,616 ms einen Zeitschlitz von 577 μs Dauer zur Verfügung hat, um Informationen zu senden. Dabei sendet die Basisstation in einem Zeitschlitz und erwartet die Antwort von der Mobilstation genau drei Zeitschlitze später.
Da sich die Mobilstationen bzw. Nutzer nun in verschiedenen Abständen zur Basisstation befinden können (in GSM bis zu 35 km), muss die unterschiedliche Signallaufzeit zwischen Basis- und Mobilstation sowie zurück berücksichtigt werden, um den Empfang an der Basisstation im richtigen Zeitschlitz zu gewährleisten. D.h. die Mobilstation muss zweimal die Signallaufzeit (Hin- und Rückweg) zwischen Basis- und Mobilstation früher senden, um die Entfernung zur Basisstation zu kompensieren (siehe dazu auch Prinzipskizze rechts).
Um der Mobilstation nun mitzuteilen, um wie viel früher sie senden muss, wird der quantisierte Wert Timing Advance (TA) verwendet. TA kann Werte zwischen 0 und 63 annehmen und gibt in Vielfachen der Bitdauer von 3,7 μs (156,25 Bit in einem Zeitschlitz mit 577 μs Dauer Länge) den Versatz an, um den die Mobilstation früher senden muss. Die möglichen TA-Werte von 0 bis 63 entsprechen damit einem Zeitversatz von 0 bis maximal 233 μs. Durch diesen Maximalwert resultiert auch die maximale Reichweite in GSM-Netzen, da maximal 35 km mit dem höchsten TA-Wert von 63 kompensiert werden können. Ein TA-Wert von 0 entspricht damit einem Abstand der Mobilstation zwischen 0 und 550 m, ein TA-Wert von 1 einem Abstand zwischen 550 m und 1100 m usw. Der Abstand von 550 m entspricht dabei einer Signallaufzeit von 3,7 μs (Hin- und Rückweg, 1100 m) bei Ausbreitung des Signals mit Lichtgeschwindigkeit.

Häufig ist jedoch zu beachten, dass in GSM-Netzen, insbesondere in Städten, keine Sichtverbindung zwischen Mobilstation und Basisstation gegeben ist. Daher können auch höhere TA-Werte gemessen werden, da durch Reflexion und Beugung entstehende Signalumwege eine höhere Laufzeit haben, als der direkte Abstand zur Basisstation erwarten ließ.
Der Wert der Timing Advance wird von der Basisstation ermittelt und der Mobilstation mitgeteilt.
Im Band GSM 400 wird der maximale Wert des Timing Advance von 63 auf 219 erhöht, was einer maximalen Signallaufzeit von 809 μs entspricht, und damit theoretisch einer Reichweite von 121 km.

### Extended Range für GSM
Die Lieferanten von GSM-Mobilfunkinfrastruktur bieten unter dem Begriff „Extended Range“ (Ericsson) oder „Extended Range Cell (ERC)“ (Motorola) die Möglichkeit an, im GSM900-Mobilfunknetz TA-Werte bis 219 zu realisieren. Dazu werden zwei Zeitschlitze gleichzeitig für ein Telefongespräch beansprucht. TA-Werte von 219 ermöglichen bei optimalen Funkbedingungen, wenn Sichtverbindung zwischen Sende- und Empfangsantenne(n) vorhanden ist und die erste Fresnelzone frei von jeglichen Hindernissen ist, Reichweiten bis rund 120 Kilometer. Der Einsatz von TA-Werte > 64 macht nur Sinn, wenn die Mobilfunkantenne auf einem Berg oder Hügel steht, welcher die Ebene oder Wasseroberfläche um mindestens 100 Meter überragt. Generell wird die maximale Reichweite einer Funkzelle durch die Erdkrümmung begrenzt. Mit der Formel zur Geodätischen Sichtweite lässt sich die durch die Erdkrümmung begrenzte maximale Reichweite einer Funkzelle berechnen.

## Timing Advance im LTE-Mobilfunknetz
Timing Advance begrenzt die Reichweite eines LTE-Mobilfunknetzes auf 100 Kilometer.

### Erweiterte Reichweite für EAN
Für die Realisierung von EAN musste die Reichweitenbegrenzung durch Timing Advance auf über 150 Kilometer angehoben werden.